# Élections municipales partielles françaises de 1999
Des élections municipales partielles ont lieu en 1999 en France.

## Élections

### La Grande-Motte(Hérault)
- Maire sortant : Serge Durand (DVD)
- Maire élu : Henri Dunoyer (DVD)

- Contexte : Démission de plus d'un tiers des membres du conseil municipal.

| Tête de liste            | Tête de liste      | Liste          | Premier tour | Premier tour | Second tour | Second tour | Sièges  |
| Tête de liste            | Tête de liste      | Liste          | Voix         | %            | Voix        | %           | CM      |
| ------------------------ | ------------------ | -------------- | ------------ | ------------ | ----------- | ----------- | ------- |
|                          | Serge Durand *     | DVD-RPR        | 980          | 26,87        | 1 384       | 35,88       | 5       |
|                          | Henri Dunoyer      | DVD            | 857          | 23,49        | 2 473       | 64,12       | 24      |
|                          | Jean-Yves Bougerol | RPR            | 480          | 13,16        | 2 473       | 64,12       | 24      |
|                          | Jean-Claude Mandel | UDF            | 400          | 10,96        | Retrait     | Retrait     | Retrait |
|                          | François Pelletan  | FN             | 361          | 9,89         |             |             |         |
|                          | Jacques Mestre     | DVD            | 333          | 9,13         |             |             |         |
|                          | Antoine Leenhardt  | DVD            | 236          | 6,47         |             |             |         |
|                          |                    |                |              |              |             |             |         |
| Inscrits                 | Inscrits           | Inscrits       | 6 337        | 100,00       | 6 337       | 100,00      |         |
| Abstentions              | Abstentions        | Abstentions    | 2 508        | 39,58        | 2 232       | 35,22       |         |
| Votants                  | Votants            | Votants        | 3 829        | 60,42        | 4 105       | 64,78       |         |
| Blancs ou nuls           | Blancs ou nuls     | Blancs ou nuls | 182          | 4,75         | 248         | 6,04        |         |
| Exprimés                 | Exprimés           | Exprimés       | 3 647        | 95,25        | 3 857       | 93,96       |         |
| * Liste du maire sortant |                    |                |              |              |             |             |         |